# Тростянець (Золочівський район)
Тростяне́ць — село в Україні, в Золочівському районі Львівської області. Населення становить 404 осіб. Орган місцевого самоврядування — Золочівська міська рада.

## Географія
Село Малий Тростянець розташоване у східній частині Золочівського району. Відстань до районного центру становить 15 км. Село належить до Золочівської міської громади, раніше було частиною Підлипецької сільради. 
Сусідами Тростянця є такі населені пункти: з півдня – с. Підлипці і Лука, із сходу – с. Новоселище, із заходу – с. Монастирок, з північного заходу с. Обертасів, з півночі – с. Колтів. Село налічує 345 мешканців[джерело?]. Біля села, у лісах, розташовані хутори: Вапниця, Дерев'янки, Голотеча. Місцеві жителі поділяють Тростянець на такі частини: Кут, Підзагір'я, Ринок.
Лежить у лісостеповій природній зоні, на схилах Подільської височини. Територія села багата і на корисні копалини. На поверхню виступає  крейда і крейдовий мергель, вапняк, глина, пісок і галька. З горючих копалин надра Малого Тростянця багаті на буре вугілля, яке використовували як місцеве паливо. Отже, люди завжди мали будівельний матеріал для будови і обігріву.

## Історія

### Рання історія
На теренах нашої держави є чимало населених пунктів із назвою «Тростянець». Поселення виникло на березі великого озера, зарослого очеретом, який називали «Тростина». Перша писемна згадка села Малий Тростянець датується в польських історичних документах під назвою Пигінєч у 1442 році. У багатьох інших літературних джерелах вперше про село Малий Тростянець згадується в 1593 році. 
Хутір Дерев’янки був заселений переселенцями з села Панасівка Тернопільської області, хоча існував давніше. В часі Першої світової війни село Панасівка було вщент зруйноване і спалене. Тому біженці шукали місця для поселення де купували собі дешеву землю в гірській лісовій місцевості. Це були як українці так і поляки (зі слів Ярослави Дорощак, до шлюбу Францішик). Назви хуторів Дерев’янки і Корчунок говорять про те, що поселенці важко працюючи корчували ліс під поле і використовували у будівництві дерево. Хутір Баняки носить назву від прізвища родини Баняк які колись проживали у Тростянці. Невідомим походженням назви, наразі, залишається походження назви присілку Голотеча.
На території села Малий Тростянець і його околицях люди жили ще в глибоку давнину. Це підтверджують археологічні знахідки. Тут знайдено шкребачки, наконечники, списи, проколки з епохи мезоліту. А з епохи неоліту знайдено шліфовані кремінні сокирки, кремінні серпи, що свідчать про те, що тут жили первісні землероби.
У 1870 році львівські археологи розкопали на пагорбі, на південь від села, 16 могил, в яких знайшли глиняний зроблений без гончарного кругу, посуд і ніяких металевих виробів, що свідчать про велику древність цих поховань. В глечиках був тільки попіл спалених покійників.
Особливо цінною знахідкою в селі Тростянець є невідоме письмо на двох невеликих камінних плитках, які були у «Конвертах» випаленої глини жовтого і зеленого кольору. 
Село Тростянець існувало, мабуть, ще за часів Київської Русі, про що свідчить назва одного холма – Шолом. Слово «горб», «холм» у староруській мові називалось – Шолом.  Звідси можна зробити висновок, що це староруське слово так і передавалось з покоління в покоління. А це свідчить також про те, що населення в селі Тростянець з часів Київської Русі жило безперервно, не було замінене якимось іншим, бо інакше була б втрачена ця назва.
У 1483 році йшов судовий процес між львівським підкоморієм Павлом з Олеська та селянами з Плугова, Ніща, Монаєва, Ліска, Луки і Тростянця. Стосовно цього можна зробити висновок, що частина села Малий Тростянець і Лісок були колись окремими селами. У 1578 році село Тростянець потрапляє до панів Камінських.
З цього видно, що пани розтринькували гроші, позичали, а потім віддавали села на відкуп, що призводило до ще більшого грабунку селян польською шляхтою.
З Джерела до історії України-Руси (том 5) Михайла Грушевського видно, що у 1650 р. податку з села не зібрано.
З 1772 року почалося австрійське панування. У 1802 році місто Золочів і навколишні села, серед них і Тростянець, купив граф Лукаш Камарський, а його брат мав село Тростянець. Граф помер у 1838 році і похований у лісі, над хутором Вінниця, біля села Козаки. Його син,  учасник польського повстання 1863 році повернувся зі сибірського заслання і похований у селі Тростянець.
У другій половині ХІХ століття і на початку ХХ століття дідичі змінювали один одного: Аполінарій Яворський, Вацлав Вабрський, Вітлін Цілит.
Пам’ятний знак у центрі села «Хрест Свободи» поставлений селянами на пам’ять про скасування кріпацтва в Австрійській імперії. Див. додаток 1.[джерело?]

### Світові війни та міжвоєнний період
У час І світової війни багатьох молодих чоловіків було мобілізовано до австро-угорської армії. Ті хто повернулися живими з фронтів влилися в ряди УГА боронячи свою молоду Українську державу.
В часі польської окупації чинячи спротив полонізації люди організовують хати читальні «Просвіта» де утримують власним коштом українські бібліотеки. Підтримують національно-культурні традиції. Творять магазинну кооперативу і позичкову касу.
Ймовірно була у селі і «Читальня імені М. Качковського» відома поширенням суспільно-політичної ідеології як москвофільство. Рядові члени читальні не вникали у високі матерії політики, а обмежувалися читанням літератури церковного характеру церковнослов’янською мовою.
Документ Резолюція від 29 жовтня 1933 р. відділу товариства «Просвіта» с. Малий Тростянець говорить про те, що українці західних земель усіма доступними їм методами намагалися привернути увагу міжнародної спільноти до трагедії Голодомору на Великій Україні. Резолюція підписана «живими» підписами членами «Просвіти» с. Малий Тростянець. Голова зборів — Ілько Березовський, секретар — Григорій Дмитрів.
У 1920 році в селі Тростянець був створений революційний комітет, але про те хто був членом ревкому, достовірних даних нема. Однак є відомості, що членами були Дудар Гнат, Березовський Ілько, Рожій Федір, Березовський Іван. За революційну діяльність Дудар був арештований у 1939 році і ув’язнений у місті Тернополі, але скоро визволений Червоною Армією.
З початком ІІ Світової війни у вересні 1939 році західноукраїнські землі були приєднані до маріонеткової Української радянської республіки. 
Здавалось би здійснились прагнення розділеного державами народу. Хтось тішився «Нехай радянська але Україна, без пана й ляха».
5 лютого 1940 році постановою Львівського облвиконкому першим головою Тростянецької сільської Ради було затверджено Чижа Якова Аксентієвича, а секретарем – Дудара Гната Михайловича.
Ейфорія радості  воз’єднання швидко минула, разом з останніми товарами у націоналізованих магазинах. А також закриттям усіх громадських організацій зокрема і НТШ «Просвіта». Виселенням поляків у Сибір потім і в лютому 1940 році перші депортації українців у Сибір.
У списках закатованих у Золочівському замку тюрмі знаходимо і мешканців з с. Малий Тростянець 87. Гнатів Павло 1923 р. н. з Дерев’янок; 204. Костюк Федір 1903 р. народження.[джерело?]
Між селянами було розподілено 170 га землі поміщика Цілита і 25 га церковної землі, у 1940 році конфісковано майно у куркулів Лінгового Михайла та Коваля Михайла. У цьому ж році створено колгосп. Першими вступили в колгосп бідняки: Дмитрів Григорій, Матвійко Теодор, Чиж Гнат і Найда Йосиф. Першим головою колгоспу був Березовський Ілля Іванович (колишній голова зборів «Просвіти» у 1933 р.).
Із 29 червня 1941 році почалася німецька окупація в селі Малий Тростянець. За німців мешканці села мусили сплачувати податки від кількості поля, натомість отримували «пункти» які обмінювалися на товари (тканину, цукор, сільськогосподарський реманент). Німецька адміністрація насильно забирали молодь на роботу до Німеччини. Жителі села  ховались у лісах, підвалах. 
З наближенням фронту у 1944 р. багато сімей емігрували: Рожія Мокія – в Англію, Спижника Томія - в Англію, сім'я священика Олійника – у США, сини Наливайка Андрія – в Англію та багато інших. 

### У складі Радянського Союзу
Тростянчани чинили опір радянській владі і багато хлопців пішли в УПА. Організувалась боївка, якою керував «Плугатор», який був вихідцем села Заруддя Зборівського району, членом ОУН з 1935 року. А в 1944 році Євген Процик «Пімста» з Дерев'янок та Наливайко Михайло «Лісовик» з Тростянця створили свою боївку. До неї ввійшли: Дмитро Серба «Хмара» з Плугова, «Яцко» з Казьмирівки, Костюк Федір з Тростянця.
Зі «Списку бандітов по Золочевскому районе за 1948 р.» укладеним ГО НКВД вказуються з Тростянця такі мешканці:
1. Барило Стефан Никитович – Малий Тростянець
2. Костюк Максим Васильевич
3. Наливайко Михаил Степанович
4. Довгань Софья Васильевна
5. Барило Надежда Никитовна
6. Невидомая Мария Васильевна

Один з документів Вирок військового трибуналу від 23 грудня 1944 р. у м. Буськ відкриває нам обставини загибелі цивільного населення у с. Малий Тростянець. Прикро, що у вироку не перераховано усіх жертв, поіменно. Ця ж обставина нам показує відношення радянського судочинства до цінності життя людини, жертв даної справи. 
14 листопада 1944 році відділ НКВД Золочівського району під керівництвом лейтенанта Дорофєєва провадив облаву у Тростянці. Відділ УПА, що перебував у цьому селі, з боєм відступав. У бою вбито одного лейтенанта і двох енкавидистів. Повертаючись до Золочева, озвірілі енкавидисти зустріли по дорозі 12 робітників, які працювали в шахті в с. Козаки і в дикунський спосіб їх, ні в чому не винних, помордували, це були: Дума Микола Григорович, Паславський Василь, Гнат, Наливайко Степан, Сич, Гаман, та інші. Між цими робітниками був 60-річний старий і 16-річний юнак.
Депортовані радянською владою до Сибіру з 13 на 14 жовтня 1947 році: сім'ї Павлюкевича Івана, Карим Микити, Пелеха Федора, Гарасимів Софії, Ониськів Костика,  Кукурудзи Анни, Довгана Олексія, Сосновської Софії, Наливайка Романа.
У «Звіті УПА по Золочівському районі за 1948 р.» описано спротив населення до колективізації. Зокрема про вбивство голови колгоспу у с. Малий Тростянець.
Економічний розвиток регіону припадає на 1950-ті рр. коли починають видобувати буре вугілля. Копальня у сс. Козаки, Малий Тростянець. Побудовано дорогу, залізницю.Чи не перше село яке було електрифіковано, очевидно не з метою задоволення побутових потреб сільського населення, а з метою потреб вугільних копалень.
Василь Олексюк у книзі «Залозецький край», «Коло» 2004, описує про національно-визвольну боротьбу підпілля і с. Тростянця. У історії «Дерев’янецька рапсодія» (Спецпункт зв’язку Карпати-Волинь) с.205, автор описує Євгена Процика «Пімста» який спромігся прокласти електричний кабель з копальні у партизанську криївку.
Зеновій Корницький 1933 р.н. уродженець  с. Гарбузів, навчався у Тростянецькій школі стверджує сьогодні, що «Тростянецька школа була остання національна школа в районі». Маючи на увазі те, що директором школи після війни був Петровський Іларіон Романович, мав освіту катехита але не був висвячений. І те, що він не прагнув ідеологізації і русифікації освіти у радянській сільській школі з вдячністю згадує його випускник Михайло Вульчак 1940 р.н.

### Незалежна Україна
В Малому Тростянці з піднесенням вітали розпад Радянського Союзу 1991 року і проголошення Української незалежності. Відновлення Української греко-католицької церкви дав поштовх людям побудувати нову церкву. У період 25 року української незалежності село кількісно зменшилося до 250 мешканців. 
Сьогодні у селі є церква, магазин, Народний дім, школа І-ІІ ступенів у якій навчається 39 учнів, частина яких доїжджає з села Лука.

## Відомі люди

### Народились
- Залеський Тадей Степанович — український педагог, громадсько-політичний діяч.[2]
- Залеський Осип Степанович — український композитор, диригент, літературознавець.[3]